# Wapen van Abcoude-Baambrugge

Het wapen van Abcoude-Baambrugge werd in 1941 in de onderste helft van het wapen van Abcoude opgenomen.

Het wapen van Abcoude-Baambrugge werd op 22 oktober 1817 in gebruik genomen en in 1941 werd het wapen buiten gebruik gesteld. De gemeente ging in dat jaar samen met de gemeente Abcoude-Proostdij. De gemeente ontstond uit de oude gemeente Abcoude en samen met Abcoude-Proostdij vormden zij ook weer diezelfde gemeente Abcoude.

## Geschiedenis
Het gemeentewapen van Abcoude-Baambrugge is niet het wapen van de gemeente zelf. De gemeente heeft nooit een officieel wapen gevoerd. Het wapen dat gevoerd werd, was het wapen van de voormalige gemeente Abcoude. Het wapen dat daardoor gevoerd werd was gelijk aan het wapen van de heerlijkheid Abcoude-Baambrugge. Dat wapen was weer een afgeleide van het familiewapen van de familie Van Zuylen, de bezitters van het grondgebied.
Er zijn meerdere bronnen die andere wapens beschrijven dan het wapen dat in 1817 aan de gemeente Abcoude toe is geschreven. Het wapenboek van Heraut van Gelre heeft het over een gevierendeeld wapen. In het eerste en  vierde kwartier drie zuilen. In de kwartieren II en III staat een zilveren leeuw op een zwarte achtergrond. De leeuw heeft een gouden kroon. Dit wapen is dan gelijk aan het wapen van Van Gaasbeek. Heer Zweder van Abcoude was ook de heer van Gaasbeek. 
Het is ook mogelijk dat de zuilen niet van zilver zijn, maar van sabel (zwart). Mogelijk is dat echter een vergissing.
Na opheffing van de gemeente werd het wapen van de gemeente opgenomen in het wapen van Abcoude.

## Blazoen
Het blazoen van het wapen dat op 11 september 1816 aan de gemeente Abcoude werd toegekend, en na het splitsen van de gemeente door Abcoude-Baambrugge gebruikt werd, luidde als volgt:
Zijnde van keel 3 beladen met 3 zuilen van zilver.
Het wapenschild is rood van kleur met daarop drie zilveren zuilen. De zuilen staan 2-1 met de twee zuilen in het schilhoofd. 

## Overeenkomstige wapens
De volgende wapens hebben overeenkomsten met het wapen van Abcoude-Baambrugge:

Het wapen van Abcoude
Het wapen van Abcoude-Proostdij
Het wapen van Vianen
Het wapen van Zuilen
Het wapen van het Hoogheemraadschap Amstelland
Het wapen van het De Proosdijlanden

Abcoude
· Abcoude-Baambrugge
· Abcoude-Proostdij
· Achttienhoven
· Amerongen
· Benschop
· Breukelen
· Breukelen-Nijenrode
· Breukelen-Sint Pieters
· Bunnik
· Cothen
· Darthuizen
· De Vuursche
· Doorn
· Driebergen
· Driebergen-Rijsenburg
· Everdingen
· Haarzuilens
· Hagestein
· Harmelen
· Hoenkoop
· Hoogland
· Houten
· Indijk
· Jaarsveld
· Jutphaas
· Kamerik
· Kockengen
· Langbroek
· Leersum
· Linschoten
· Loenen
· Loenersloot
· Loosdrecht
· Maarn
· Maarssen
· Maarsseveen
· Maartensdijk
· Mijdrecht
· Nigtevecht
· Noord-Polsbroek
· Odijk
· Oudenrijn
· Polsbroek
· Rijsenburg
· Ruwiel
· Schalkwijk
· Snelrewaard
· Sterkenburg
· Stoutenburg
· Tienhoven
· Vianen 
· Vinkeveen
· Vinkeveen en Waverveen
· Vleuten
· Vleuten-De Meern
· Vreeland
· Vreeswijk
· Waarder
· Waverveen
· Werkhoven
· Westbroek
· Willeskop
· Willige Langerak
· Wilnis
· Zegveld
· Zuilen
· Zuid-Polsbroek